# David Pinillos
David Pinillos  (Segovia, 1974) es un montador, guionista y director de cine español. Se estrenó en la dirección con Bon appétit, después de haber escrito y dirigido el cortometraje Dolly, producido también por Morena Films. Hasta entonces había acumulado una amplia experiencia como montador, labor que continúa ejerciendo.
Algunas de las películas en las que ha participado son Gordos de Daniel Sánchez Arévalo, que le valió la nominación al Goya al mejor montaje en la XXIV edición de los premios de la Academia, La vergüenza de David Planell, Sexykiller, morirás por ella de Miguel Martí, 8 citas de Rodrigo Sorogoyen y Peris Romano, Películas para no dormir: La habitación del niño de Álex de la Iglesia o El juego de la verdad  de Álvaro Fernández Armero.

## Filmografía como director
- Dolly (2007)
- Bon appétit (2010)
- Gran Reserva (2013)
- Gran Hotel (2013)
- Refugiados (2014-2015)
- Velvet (2014-2016)
- Tiempos de guerra (2017)
- Las chicas del cable (2017-2020)
- 45 revoluciones (2019)
- Nacho (2023-presente)
- Respira (2025)

## Filmografía como guionista
- "Bon appétit" (2010)
- "Dolly" (2007) Cortometraje

## Filmografía como editor
- Gordos (2009)
- La vergüenza (2009)
- Sexykiller, morirás por ella (2008)
- 8 citas (2008)
- Salir pitando (2007)
- Seis o siete veranos (2007)
- Mensajes de voz (2007)
- Ludoterapia (2006)
- Trastorno (2006)
- Películas para no dormir: La culpa (2006) (TV)
- Películas para no dormir: La habitación del niño (2006) (TV)
- Fin de curso (2005)
- Mar de cristal (2005)
- El juego de la verdad (2004)
- Secuestrados en Georgia (2003) (TV)
- Slam (2003)
- Muerte súbita (2002)
- Portman, a la sombra de Roberto (2001)
- La cartera (2000)

## Reconocimiento
- Pantalla Abierta a Nuevos Realizadores de 2011 por Bon appétit en el Festival de Cine de Alcalá de Henares;

- Premio Goya en la categoría de "Mejor Director Novel" el día 13/02/2011 por la dirección de "Bon appétit";
- Premio "Matahombres de oro" en la celebración de 2024 de las Águedas de Zamarramala (Segovia).[1]